# De Neije Kreiter
De Neije Kreiter is een gesloten standerdmolen in het Nederlandse dorp Volkel. Ze doet dienst als korenmolen.
Oorspronkelijk stond de voorganger van deze molen sinds 1753 op een molenberg aan het Kerkhofpad. In 1905 is hij herbouwd op de huidige locatie. In de nabijheid van de oorspronkelijke locatie was in 1900 een stellingmolen gebouwd en de standerdmolen was daar niet meer nodig. De stellingmolen is in 1949 afgebrand. In 1935 werd De Neije Kreiter zwaar door brand getroffen, maar daarna is hij herbouwd met onderdelen van een veel kleinere molen, waardoor de molen er wat ongewoon uitzag met een naar verhouding te grote standaard. In 1983 sloeg de molen op hol tijdens een storm en brandde vrijwel volledig uit. De huidige molen is geen exacte kopie van de molen, maar een normaal geproportioneerde standerdmolen.
De Neije Kreiter is uitgerust met 1 koppel 17der kunststenen, waarmee op vrijwillige basis graan wordt gemalen. De molen is op zaterdagen van 9:00 tot 14:00 te bezoeken.